# Folden (gemeente)
Folden is een voormalige gemeente in de provincie Nordland, Noorwegen. Het werd opgericht als Formannskapsdistrikt in 1837. Folden bestond tot 1 januari 1887, waarna het werd opgesplitst in twee nieuwe gemeenten: Nordfold-Kjerringøy en Sørfold. De bevolking bestond destijds uit 3.293 mensen.
De naam is afgeleid van Fold of Folda, een fjord in de gemeente.